# Mistrzostwa Świata w Piłce Nożnej Kobiet 1995
Mistrzostwa Świata w Piłce Nożnej Kobiet 1995 (FIFA Women’s World Cup Sweden 1995) zostały rozegrane w Szwecji w dniach 5-18 czerwca 1995 r. W turnieju finałowym wystartowało 12 drużyn narodowych. Mistrzyniami Świata zostały piłkarki Norwegii.

## Stadiony
- Strömvallen, Gävle
- Olympia, Helsingborg
- Tingvalla IP, Karlstad
- Arosvallen, Västerås
- Råsundastadion, Solna

## Wyniki

### Grupa A
- 5 czerwca, Karlstad     Niemcy – Japonia 1:0

   Silvia Neid 23'
   ----
- 5 czerwca, Helsingborg     Brazylia – Szwecja 1:0

   Roseli 37'
   ----
- 7 czerwca, Helsingborg     Szwecja – Niemcy 3:2

   Malin Andersson 65' (karny), 86' Pia Sundhage 80'
   Bettina Wiegmann 9' (karny)', Ursula Lohn 42'
- 7 czerwca, Karlstad     Japonia - Brazylia 2:1

   Akemi Noda 13', 45'
   Pretinha 7'
- 9 czerwca, Västerås     Szwecja - Japonia 2:0

   Lena Videkull 66', Anneli Andelen 88'
   ----
- 9 czerwca, Karlstad     Niemcy - Brazylia 6:1

   Birgit Prinz 5', Maren Meinert 22', Bettina Wiegmann 42' (karny), Heidi Mohr 78', 89', Anouschka Bernhard 90'
   Roseli 19'
| Drużyna  | Punkty | Bramki strzelone | Bramki stracone |
| -------- | ------ | ---------------- | --------------- |
| Niemcy   | 6      | 9                | 4               |
| Szwecja  | 6      | 5                | 3               |
| Japonia  | 3      | 2                | 4               |
| Brazylia | 3      | 3                | 8               |

### Grupa B
- 6 czerwca, Karlstad     Norwegia - Nigeria 8:0

   Kristin Sandberg 30', 44', 82', Hege Riise 49', Ann Kristin Aarønes 60', 90', Linda Medalen 67', Tina Svensson 76' (karny)
   ----
- 6 czerwca, Helsingborg     Anglia - Kanada 3:2

   Gillian Coultard 51' (karny), 85', Marie Anne Spacey 76' (karny)
   Helen Stoumbos 87', Geri Donnelly 91'
- 8 czerwca, Karlstad     Anglia - Norwegia 0:2

   ----
   Tone Haugen 7', Hege Riise 37'
- 8 czerwca, Helsingborg     Kanada - Nigeria 3:3

   Silvana Burtini 12', 55', Geri Donnelly 20'
   Rita Nwadike 26', Patience Avre 60', Adaku Okoroafor 77'
- 10 czerwca, Gävle     Norwegia - Kanada 7:0

   Ann Kristin Aarønes 4', 21', 93', Hege Riise 12', Marianne Pettersen 71', 89', Randi Leinan 84'
   ----
- 10 czerwca, Karlstad     Anglia - Nigeria 3:2

   Karen Farley 10', 38', Karen Walker 27'
   Adaku Okoroafor 13', Rita Nwadike 74'
| Drużyna  | Punkty | Bramki strzelone | Bramki stracone |
| -------- | ------ | ---------------- | --------------- |
| Norwegia | 9      | 17               | 0               |
| Anglia   | 6      | 6                | 6               |
| Kanada   | 1      | 5                | 13              |
| Nigeria  | 1      | 5                | 14              |

### Grupa C
- 6 czerwca, Gävle     Stany Zjednoczone - Chiny 3:3

   Tisha Venturini 22', Tiffeny Milbrett 34', Mia Hamm 51'
   Wang Liping 38', Wei Haiying 74', Sun Wen 79'
- 6 czerwca, Västerås     Dania - Australia 5:0

   Gitte Krogh 12', 48', Anne Nielsen 25', Helle Jensen 37', Christina Hansen 86'
   ----
- 8 czerwca, Gävle     Stany Zjednoczone - Dania 2:0

   Kristine Lilly 9', Tiffeny Milbrett 49'
   ----
- 8 czerwca, Västerås     Chiny - Australia 4:2

   Zhou Yang 23', Shi Guihong 54', 78', Liu Ailing 93'
   Angela Iannotta 25', Sunni Hughes 89'
- 10 czerwca, Helsingborg     Australia - Stany Zjednoczone 1:4

   Lisa Casagrande 54'
   Julie Foudy 69', Joy Fawcett 72', Carla Overbeck 92' (karny), Debbie Keller 94'
- 10 czerwca, Västerås     Chiny - Dania 3:1

   Shi Guihong 21', Sun Wen 76', Wei Haiying 90'
   Christine Bonde 44'
| Drużyna           | Punkty | Bramki strzelone | Bramki stracone |
| ----------------- | ------ | ---------------- | --------------- |
| Stany Zjednoczone | 7      | 9                | 4               |
| Chiny             | 7      | 10               | 6               |
| Dania             | 3      | 6                | 5               |
| Australia         | 0      | 3                | 13              |

### Ćwierćfinały
- 13 czerwca, Gävle     Stany Zjednoczone – Japonia 4:0

   Kristine Lilly 8', 42', Tiffeny Milbrett 45', Tisha Venturini 80'
   ----
- 13 czerwca, Karlstad     Norwegia - Dania 3:1

   Gro Espseth 21', Linda Medalen 64', Hege Riise 85'
   Gitte Krogh 86'
- 13 czerwca, Västerås     Niemcy - Anglia 3:0

   Martina Voss 41', Maren Meinert 55', Heidi Mohr 82'
   ----
- 13 czerwca, Helsingborg     Chiny - Szwecja 1:1 rzuty karne 4:3

   Sun Qingmei 29'
   Ulrika Kalte 93' (karny)

### Półfinały
- 15 czerwca, Västerås     Norwegia – Stany Zjednoczone 1:0

   Ann Kristin Aarønes 10'
   ----
- 15 czerwca, Helsingborg     Niemcy - Chiny 1:0

   Bettina Viegmann 88'
   ----

### Mecz o III miejsce
- 17 czerwca, Gävle     Stany Zjednoczone - Chiny 2:0

   Tisha Venturini 24', Mia Hamm 55'
   ----

### Finał
- 18 czerwca, Råsundastadion, Solna     Norwegia – Niemcy 2:0

   Hege Riise 37', Marianne Pettersen 40'
   ----